# أندرو كين
أندرو كين (بالإنجليزية: Andrew Keen)‏ هو صحفي وكاتب ومؤلف وشخصية أعمال بريطاني، ولد في 1960 في هامبستاد في المملكة المتحدة.

## وصلات خارجية
- الموقع الرسمي
- أندرو كين على موقع IMDb (الإنجليزية)
- أندرو كين على موقع قاعدة بيانات الفيلم (الإنجليزية)